# Llyn Padarn
Llyn Padarn är en sjö i Storbritannien.   Den ligger i riksdelen Wales, i den sydvästra delen av landet, 300 km nordväst om huvudstaden London. Llyn Padarn ligger 105 meter över havet. Arean är 0,37 kvadratkilometer. Trakten runt Llyn Padarn består i huvudsak av gräsmarker. Den sträcker sig 1,1 kilometer i nord-sydlig riktning, och 1,2 kilometer i öst-västlig riktning.
Följande samhällen ligger vid Llyn Padarn:
- Llanberis (1 862 invånare)